# Chrysodeixis includens
El gusano falso medidor (Chrysodeixis includens) es una polilla de la familia Noctuidae. Se encuentra desde el sur de Quebec y Ontario meridional a través de la parte oriental y sur de los Estados Unidos hasta Centroamérica  y Sudamérica, Antillas y las islas Galápagos.

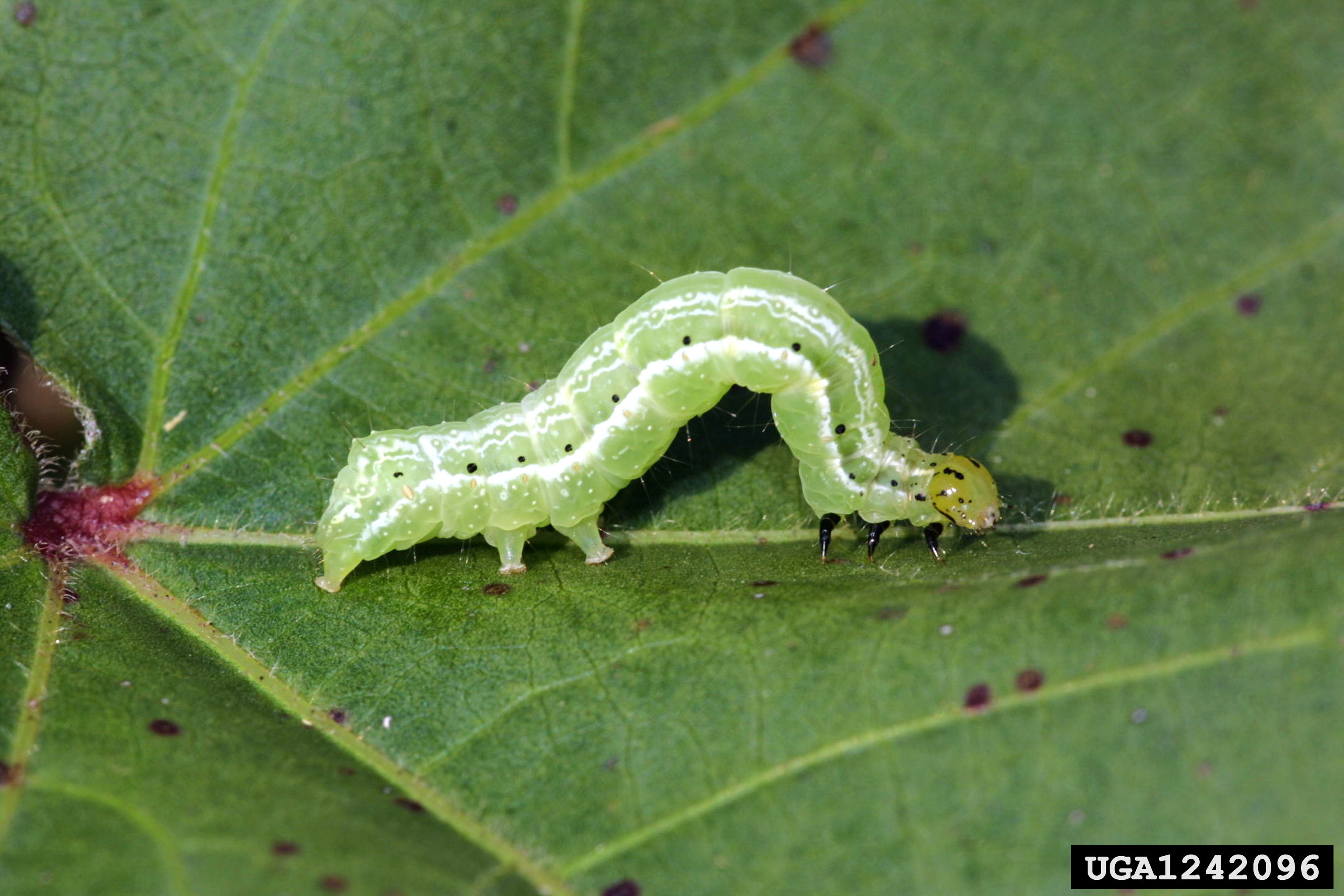
Oruga

Su envergadura es de 28-39 mm; y el adulto vuela de abril a noviembre dependiendo de la ubicación.
Las larvas se alimentan de una amplia gama de plantas. De las plantas de las cuales se alimentan se sabe de Asteraceae, Brassicaceae, Commelinaceae, Euphorbiaceae, Fabaceae, Geraniaceae, Lamiaceae, Lauraceae, Malvaceae, Solanaceae, Verbenaceae, Medicago sativa, Phaseolus polystachios, Glycine max, Gossypium herbaceum, Nicotiana tabacum, Lycopersicum esculentum, Brassica,  Lactuca sativa.
Su nombre común en el noroeste de México es “falso medidor” pero este nombre también se refiere a Trichoplusia ni.
Varias especies de avispas parasitoides posiblemente sirven como controles biológicos de esta especie.